# 猶太峰
猶太峰（英語：Jew Peak）為位在美國蒙大拿州桑德斯縣的山峰，海拔高度1,784（5,853英尺）。猶太峰為蒙大拿州第2010高的山峰。